# City Sushi
«City Sushi» es el sexto episodio de la decimoquinta temporada de la serie animada South Park, y el episodio Nº 215 en general, escrito y dirigido por el cocreador de la serie Trey Parker. El episodio se estrenó en Comedy Central el 1 de junio de 2011 en Estados Unidos con clasificación TV-MA L. En el episodio, Butters es diagnosticado con trastorno de personalidad múltiple, mientras que Tuong Lu Kim, desafía a un japonés que es propietario de un nuevo restaurante llamado «City Sushi».

## Trama
La historia comienza cuando Butters trabaja como repartidor de volantes en un restaurante japonés recientemente inaugurado llamado “City Sushi”, un volante llegó en las manos de Tuong Lu Kim, propietario del restaurante chino “City Wok”, causándole mucha frustración, ya que el restaurante japonés se ubica a lado del City Wok, entonces Lu Kim ingresa al restaurante competente para agredir al propietario japonés Junichi Takayama, mientras Butters es llevado a su casa por la policía debido a que él causó una “Guerra Asiática” de los dueños de restaurantes, sus padres lo castigaron y piensan que él podría tener problemas mentales, de inmediato Butters es llevado al centro criminalístico infantil donde es analizado por el psiquiatra Dr. Janus revelando que Butters sufre de trastorno de personalidades múltiples, a pesar de que Butters es sólo un niño que juega e imagina ser bombero y un detective, el doctor asegura que él tiene el trastorno de personalidades múltiples, y sin saberlo, Butters entra en situaciones que hacen que él se vea más demente.
Mientras esto ocurre, Lu Kim aún se nota furioso porque el lugar de ambos restaurantes se convirtió en una mini ciudad llamada “El pequeño Tokio”, Lu Kim encontró un plan para deshacerse de su rival Takayama, primero fingió una tregua y luego lo humilló en una charla de diversidad asiática en la escuela primaria, mostrando imágenes de los mapas de China y Japón, y las atrocidades japonesas cometidas contra los chinos durante la segunda guerra sino-japonesa tales como la Masacre de Nankin. Lu Kim se disculpa a Takayama por lo hecho en la charla a estudiantes, y construyó una torre llamado “La torre de la paz” ubicando en medio de los dos restaurantes para celebrar una “Fiesta de diversidad asiática” con la intención de asesinar a Takayama y hacer que parezca un suicidio.
Siguiendo el consejo del Dr. Janus, Butters se filma mientras duerme y ve al Dr. Janus entrar a su habitación, golpearlo y orinar en su cara. Cuando se enfrenta a esto, el Dr. Janus adquiere una personalidad violenta y obliga a Butters a irrumpir en una joyería con él. Sin embargo, en medio del atraco, el Dr. Janus vuelve a su personalidad de médico y entrega a Butters a la policía pensando que él mismo decidió robar la tienda. Mientras Butters está en su jardín, el Dr. Janus, en la personalidad de un joven llamado Billy, le pide ayuda a Butters diciendo que el Dr. Janus está empeorando. Van a la casa del Dr. Janus para buscar respuestas, pero Billy vuelve al Dr. Janus antes de recorrer sus muchas otras personalidades. Butters huye y entra en una habitación llena de folletos y carteles desfigurados de Takayama y su restaurante City Sushi, donde descubre con horror que "Tuong Lu Kim" es, y siempre fue, otra personalidad dividida del terapeuta. Aunque el Dr. Janus es blanco, su personaje alternativo más dominante es el dueño del restaurante chino local, y durante años, Janus ha convencido efectivamente a la gente de South Park de que él es en realidad el "Tuong Lu Kim" chino entrecerrando los ojos y hablando con un acento chino estereotipo. Lu Kim deja a Butters después de ver que llega tarde al festival. Butters contacta a la policía que llega al festival justo cuando Lu Kim intenta empujar a Takayama fuera de la torre y cambia visiblemente su personalidad a plena vista frente a la ciudad. Al descubrir que Lu Kim era blanco todo el tiempo, Takayama se da cuenta de que se ha avergonzado y se suicida saltando por el borde de la torre, a pesar de gritar: "¡No! ¡Esto es un estereotipo racial!", y aterriza en el edificio City Sushi, destruyéndolo con el impacto. 
Butters es elogiado como un héroe por la policía para exponer la identidad de Janus, sus padres estaban orgullosos de él, a pesar de la muerte de Takayama y el estado de desorganización de la salud mental de Janus, la policía decidió que Lu Kim salga del centro policía y regrese a su restaurante “City Wok”. El episodio termina con una parodia de la escena final de la película Psicosis donde Lu Kim se encuentra en un cuarto de prisión, cubierto con una manta, y cuando una mosca aterriza sobre su mano, menciona que todo está bien, que no mataría una mosca, luego el Dr. Janus cubre el rosto de Lu Kim imaginariamente y finaliza mostrando el “City Wok”.